# Windows Phone 7
Windows Phone 7 (nombre en clave Photon) es la primera versión descontinuada de Windows Phone, que reemplazó a Windows Mobile y al cancelado Windows Mobile 7. Tuvo una interfaz llamada Modern UI, que luego sería implementada en Windows 8 y las versiones posteriores. Las aplicaciones nunca fueron compatibles con Windows Mobile 6, ya que utilizaban la extensión de aplicación .xap y estaban basadas en Silverlight. Un tiempo después del lanzamiento internacional de Windows Phone 7, Microsoft anunció su primera actualización mayor oficial, Windows Phone 7.5 (Mango), con mejoras y nuevas características. Debido a que el sistema nunca pudo ser actualizado a Windows Phone 8 por cambios en el kernel y requerimientos de hardware distintos, Microsoft anunció una actualización (Windows Phone 7.8) que llevaría parte del código de Windows Phone 8 a Windows Phone 7 para disfrutar de varias de las nuevas funciones y características.

## Historia
Windows Phone 7 fue conocido por primera vez en el Mobile World Congress de Barcelona el 15 de febrero de 2010. Microsoft también anunció que Windows Marketplace se centraría en Windows Phone 7 dejando de lado a Windows Mobile 6.x por razones de incompatibilidad de aplicaciones entre los dos sistemas. Windows Phone 7 estaba basado en Windows Embedded CE 6.0, pero no en Windows Mobile 6.1, por lo que no era compatible ningún aspecto del sistema, incluyendo las aplicaciones.
También Microsoft explicó que Windows Phone 7 iba a ser lanzado durante el 2009, pero unos retrasos provocaron que Microsoft desarrollara Windows Mobile 6.5 como una versión de transición entre esos. Microsoft mostró una nueva interfaz para el sistema operativo con nombre en clave Metro, que actualmente se llama Modern UI, y que es una interfaz plana con colores básicos, en la fuente Segoe WP de Microsoft y con figuras geométricas básicas.
Los desarrolladores comenzaron a crear sus aplicaciones con Modern UI y Microsoft creó nuevas versiones Modern UI de las antiguas aplicaciones de Windows Mobile 6.x y Windows 7. Microsoft explicó que Windows Phone 7 sería compatible con otro tipo de aplicaciones con extensión .xap, por lo que no sería compatible con Windows Mobile 6, ni las apps de este con Windows Phone 7. Finalmente la versión RTM salió el 21 de octubre de 2010.

## Actualizaciones
Las dos actualizaciones del sistema fueron mayores, ya que mejoraron en muchos aspectos el sistema, con nuevas funciones y características. Las versiones de Windows Phone 7 son las siguientes:
- Windows Phone 7: Primera versión del sistema operativo. Se han visto imágenes de versiones en desarrollo y fue probable que se desarrollara sobre Zune OS y más tarde evolucionó hasta conseguir las funciones de su lanzamiento.
- Windows Phone 7.5: Primera actualización y segunda versión. Incluyó bastantes mejoras al sistema, pero la interfaz de usuario era prácticamente idéntica a la versión 7.0. También estuvo basado en Windows CE.
- Windows Phone 7.8: Segunda y última actualización. Agregó parte del kernel de la versión en desarrollo de Windows Phone 8 y portó varias características como nueva UI, nueva pantalla de bloqueo y mejoras en la pantalla de Inicio. Nunca fue actualizable a Windows Phone 8 ni en versiones posteriores.